# Les Chiens de garde
Pour les articles homonymes, voir Chien de garde (homonymie).
Les Chiens de garde est un essai de Paul Nizan paru en 1932.

## Contenu
Il s'agit d'un essai pamphlétaire dirigé contre quelques-uns des philosophes français les plus connus de l'époque – notamment Henri Bergson, Émile Boutroux, Léon Brunschvicg, André Lalande, Gabriel Marcel, Jacques Maritain. Pour Paul Nizan, lui-même alors jeune philosophe communiste, ces penseurs incarnent une « philosophie idéaliste », en ce sens que tous ne font qu'énoncer des vérités sur l'homme en général, et de ce fait ne tiennent aucunement compte du réel quotidien auquel chaque homme en particulier se trouve confronté : la misère matérielle, la maladie, le chômage, les guerres… Pour l'auteur, qui fonde son argument en s'appuyant sur la notion marxiste de lutte des classes, ces philosophes n'ont d'autre but, au fond, que de justifier et de perpétuer les valeurs morales et socioéconomiques de la classe bourgeoise. Selon lui, leur idéalisme leur interdit toute analyse de l'exploitation de la classe prolétarienne par la bourgeoisie.
Le livre se clôt par un appel aux jeunes générations de philosophes à lutter contre la bourgeoisie et ses « chiens de garde » que sont, pour Paul Nizan, les penseurs en question, et à mettre la réflexion philosophique au service du prolétariat.

## Postérité
En 1997, Serge Halimi publie Les Nouveaux Chiens de garde, qui sera adapté au cinéma en 2012 sous le même titre.

## Référence
- Les Chiens de garde, Rieder, Paris, 1932 (lire ce livre sur Wikisource)
  - Réédition Maspero, 1969
  - Réédition Agone, 2012, préface de Serge Halimi.  (ISBN 978-2-7489-0171-9) (page consacrée au livre sur le site de son éditeur)